# Circesium (stolica tytularna)
Circesium (łac. Diœcesis Circesiensis) – stolica historycznej diecezji w Cesarstwie Rzymskim (prowincja Osroene), współcześnie w Syrii. Pierwszym wzmiankowanym w źródłach biskupem był Jonas (IV w.). Od XIX wieku katolickie biskupstwo tytularne, wakujące od 1980.

## Biskupi tytularni
| Lp. | Biskup                      | Od                | Do                |
| --- | --------------------------- | ----------------- | ----------------- |
| 1   | Jean-Baptiste Simon SJ      | 7 stycznia 1899   | 10 sierpnia 1899  |
| 2   | Filemón Cabanillas          | 16 listopada 1899 | 25 stycznia 1913  |
| 3   | Jean-François Cuvelier CSsR | 23 lipca 1930     | 13 sierpnia 1962  |
| 4   | João Gazza                  | 12 listopada 1962 | 24 listopada 1980 |